# Histoire de chanter
Pour plus de détails, voir Fiche technique et Distribution.
Histoire de chanter est un film français de Gilles Grangier, sorti en 1947.

## Synopsis
Gino Fabretti est un ténor italien qui ne compte plus ses succès ni ses admiratrices. Lors d'une tournée à Nice, il entame une relation avec la femme d'un chirurgien réputé. Ce dernier lui tend un piège, le drogue et remplace ses cordes vocales par celles de Robert, garçon livreur dans une épicerie. Robert se réveille donc avec la voix de Gino et Gino avec celle de Robert (accents et tics de langage compris !). L'épouse infidèle dédaigne le ténor aphone et ne témoigne plus d'intérêt que pour l'épicier. Le chirurgien n'aura plus qu'à effectuer l'opération inverse et obtenir du chanteur un retour définitif en Italie.

## Fiche technique
- Titre : Histoire de chanter
- Réalisateur : Gilles Grangier, assisté de Michel Boisrond
- Scénario : Pierre-Henri Cami
- Dialogues : René Wheeler
- Décors : René Moulaert
- Image : Fred Langenfeld
- Son : Paul Habans
- Montage : Claude Ibéria
- Musique : Jean Clouzot et Georges Van Parys
- Production : André Paulvé
- Société de production : Discina, Société parisienne de distribution cinématographique
- Société de distribution : Les Films du Tétra
- Tournage : du 27 mai au 28 juillet 1946
- Pays de production :  France
- Genre : Film musical
- Durée : 95 minutes
- Date de sortie : 
  - France : 19 février 1947
- Numéro de visa : 4256

## Distribution
- Luis Mariano : Gino Fabretti
- Arlette Merry : Gisèle Renault
- Julien Carette : Robert
- Jacqueline Roman : Jeannette, l'épicière
- Noël Roquevert : Dr Renault
- Jenny Leduc : La bonne du docteur
- Marcel Delaître : Doniol
- Lyska Wells : La bonne de Fabretti
- Robert Arnoux : Barette
- Jean Gaven : Jack Bing
- Clément Bairam
- Danièle Franconville
- Pierre Labry : l'agent
- Louis Lions : l'assistant
- Jean-François Martial : le livreur

## Autour du film
- La scène introductive du film montre une représentation en français de l'opéra de Giuseppe Verdi, Rigoletto composé en 1851